# Prunus cochinchinensis
Prunus cochinchinensis är en rosväxtart som först beskrevs av João de Loureiro, och fick sitt nu gällande namn av Emil Bernhard Koehne. Prunus cochinchinensis ingår i släktet prunusar, och familjen rosväxter. Inga underarter finns listade i Catalogue of Life.